# Râul Urlătoarea Clincii
Râul Urlătoarea Clincii este un afluent al râului Poarta. 

## Hărți
- Harta județului Brașov